# 44982 VS 1650
『44982 VS 1650』（よんよんきゅうはちにヴァーサスいちろくごーぜろ）は、JUDY AND MARYのライブ・アルバム。1999年3月31日発売。発売元はエピックレコードジャパン。

## 解説
バンド初のライブ・アルバム。完全生産限定盤。
3枚組。1998年12月26日東京ドーム公演（Disc1、2）と12月28日恵比寿ガーデンホールでのシークレットライブ（Disc3）を収録。
26日のライブはライブ・ビデオ『POP LIFE SUICIDE 1』に、28日のライブは『POP LIFE SUICIDE 2』にそれぞれ一部の曲が映像として収録されている。
タイトルは2公演の観客の人数からとられた。

## 収録曲

### Disc 1
1. POWER INTRODUCTION (4:30)
2. BIRTHDAY SONG (4:32)
3. ナチュラル・ビュウティ'98 (5:42)
4. そばかす (4:23)
5. BATHROOM (4:21)
6. ドキドキ (10:27)
7. 散歩道 (5:34)
8. 手紙をかくよ (4:16)
9. イロトリドリ ノ セカイ (7:39)
10. Little Miss Highway (6:22)
11. ランチ イン サバンナ (5:28)
12. 帰れない2人 (5:52)
シングル「手紙をかくよ」収録の「アフリカン・カジュアル・ヴァージョン」で披露。

### Disc 2
1. Miracle Night Diving (7:27)
2. KYOTO (8:16)
3. ドュビドュバディスコ　フィーチャリング ウィズ サー・サイコ・セクシー 〜 ミュージック ファイター (4:54)
4. ジーザス! ジーザス! (4:10)
5. くじら12号 (6:14)
6. ラブリーベイベー (5:53)
7. LOVER SOUL (13:26)
8. Over Drive (7:38)

### Disc 3
1. ダイナマイト (3:13)
2. JUDY IS A T∀NK GIRL (4:32)
3. ステレオ全開 (4:24)
4. ジーザス! ジーザス! (5:11)
5. Miracle Night Diving (5:13)
6. BIRTHDAY SONG (5:06)
7. Over Drive (5:44)
8. Little Miss Highway (6:00)
9. 帰れない2人 (6:19)
10. ドュビドュバディスコ　フィーチャリング ウィズ サー・サイコ・セクシー 〜 ミュージック ファイター (6:00)
11. Oh! Can Not Angel (4:32)
12. The Great Escape (5:02)
13. ラブリーベイベー (3:38)
14. どうしよう (7:28)
15. POPSTAR (6:05)